# Єрофєєве
Єрофє́єве (до 1948 — Мінарєлі́-Шіба́н, крим. Minareli Şiban) — село Керченського району Автономної Республіки Крим.
Відстань від райцентру до населеного пункта становить 66 кілометрів по прямій.
У 2023 році у проєкті Постанови Верховної Ради України «Про перейменування деяких населених пунктів Автономної Республіки Крим» село запропоновано перейменувати на Мінарелі-Шібан.